# 利斯特冰川 (帕默群島)
利斯特冰川（英語：Lister Glacier）是南極洲的冰川，位於帕默群島中布拉班特島東北部，長9公里、寬2公里，最終在迪克洛角以南注入布凱灣，現時由南極條約體系管理。